# عبد المنعم أبو الفتوح
عبد المنعم أبو الفتوح عبد الهادي وشهرته عبد المنعم أبو الفتوح (15 أكتوبر 1951 -) المرشح السابق للإنتخابات الرئاسية المصرية 2012، والأمين العام لاتحاد الأطباء العرب ومدير عام المستشفيات بالجمعية الطبية الإسلامية وكان أحد القيادات الطلابية في السبعينات وعضوا سابقا بمكتب إرشاد جماعة الإخوان المسلمين في مصر حتى شهر مارس 2011 . اشتهر وسط القوى السياسية الأخرى ووسط العديد من أفراد الإخوان المسلمين بأنه من أكثر الإخوان المنفتحين والأكثر جرأة وشراسة في معارضة الحكومة، وهو رائد جيل التجديد داخل الجماعة، وهو الآن وكيل مؤسسي ورئيس حزب مصر القوية.
أنشق عن الإخوان في مارس 2011 وأعلن تأسيس حزب مصر القوية في 5 يوليو 2012 وهو حزب يرفض استخدام الدين كشعارات في الصراع السياسي ولا ينتمي للإسلام السياسي بل لتيار يسار الوسط.
تم إلقاء القبض عليه في 14 فبراير 2018 عقب عودته من لندن إثر مقابلة له مع قناة الجزيرة انتقد فيها حكم الرئيس عبد الفتاح السيسي.

## النشأة

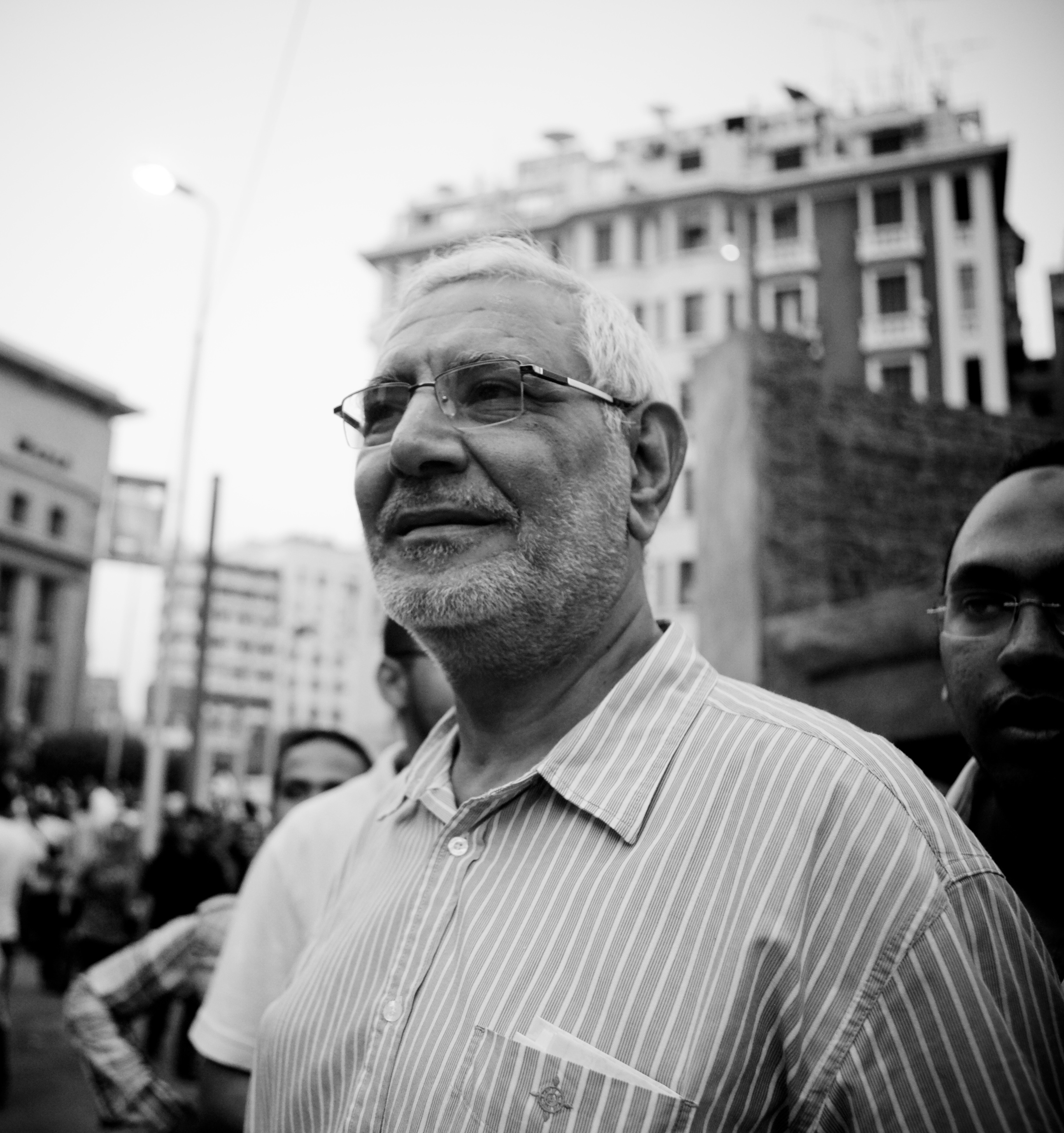
أبو الفتوح في ميدان التحرير سبتمبر 2011.

ولد في حي الملك الصالح بمصر القديمة في 15 أكتوبر 1951 لأسرة جاءت إلى القاهرة من قرية قصر بغداد بكفر الزيات بمحافظة الغربية ولكن أصولها تنتمي إلى محافظة المنوفية، وكان ترتيبه الثالث بين ستة أخوة كلهم ذكور.
لم يؤثر انشغاله بالعمل العام على دراسته فظل محافظا تفوقه في جميع سنوات الدراسة وحصل على بكالوريس طب القصر العيني بتقدير جيد جدا، لكنه حُرم من التعيين بسبب نشاطه السياسي واعتقل لعدة أشهر ضمن اعتقالات سبتمبر 1981 الشهيرة. إلا أنه واصل تفوقه الدراسي وحصل على ماجستير إدارة المستشفيات كلية التجارة جامعة حلوان.

## العمل السياسي

### الانضمام للإخوان المسلمين
تميّز أبو الفتوح في الجامعة بنشاطه واهتمامه بشئون زملائه فشغل منصب رئيس اتحاد كلية طب القصر العيني التي كانت في ذلك الوقت رائدة في العمل الإسلامي، ثم أصبح بعد ذلك رئيس اتحاد طلاب جامعة القاهرة. فانضم لجماعة الإخوان المسلمين وشغل منصب عضو مكتب الإرشاد بها منذ عام 1987 حتى 2009.

### مناظرته للسادات
تناقش مع السادات مرة حين شغل منصب رئيس اتحاد طلاب جامعة القاهرة، واتهم السادات بأن من يعمل حوله هو مجموعة من المنافقين، متعللاً بمنع الشيخ محمد الغزالي من الخطابة، واعتقال طلاب تظاهروا في الحرم الجامعي.

### اعتقاله
اعتقل في عام 1981م في عهد السادات بسبب موقفه من معاهدة كامب ديفيد، ضمن اعتقالات سبتمبر الشهيرة. وفي عهد الرئيس محمد حسني مبارك، حوكم في أحد قضايا المحاكم العسكرية لجماعة الإخوان المسلمين، حيث سجن عام 1991 لمدة 5 سنوات. وقد كان يشغل منصب الأمين العام المساعد لاتحاد الأطباء العرب قبل سجنه. انتخب أمين عام اتحاد الأطباء العرب عقب الإفراج عنه. كما اعتقل لعدة أشهر عام 2009 بسبب انتمائه لجماعة الإخوان ومعارضته لنظام مبارك.

### انتخابات الرئاسة 2012

صورة لشعار حملة دعم عبد المنعم أبو الفتوح في انتخابات الرئاسة 2012

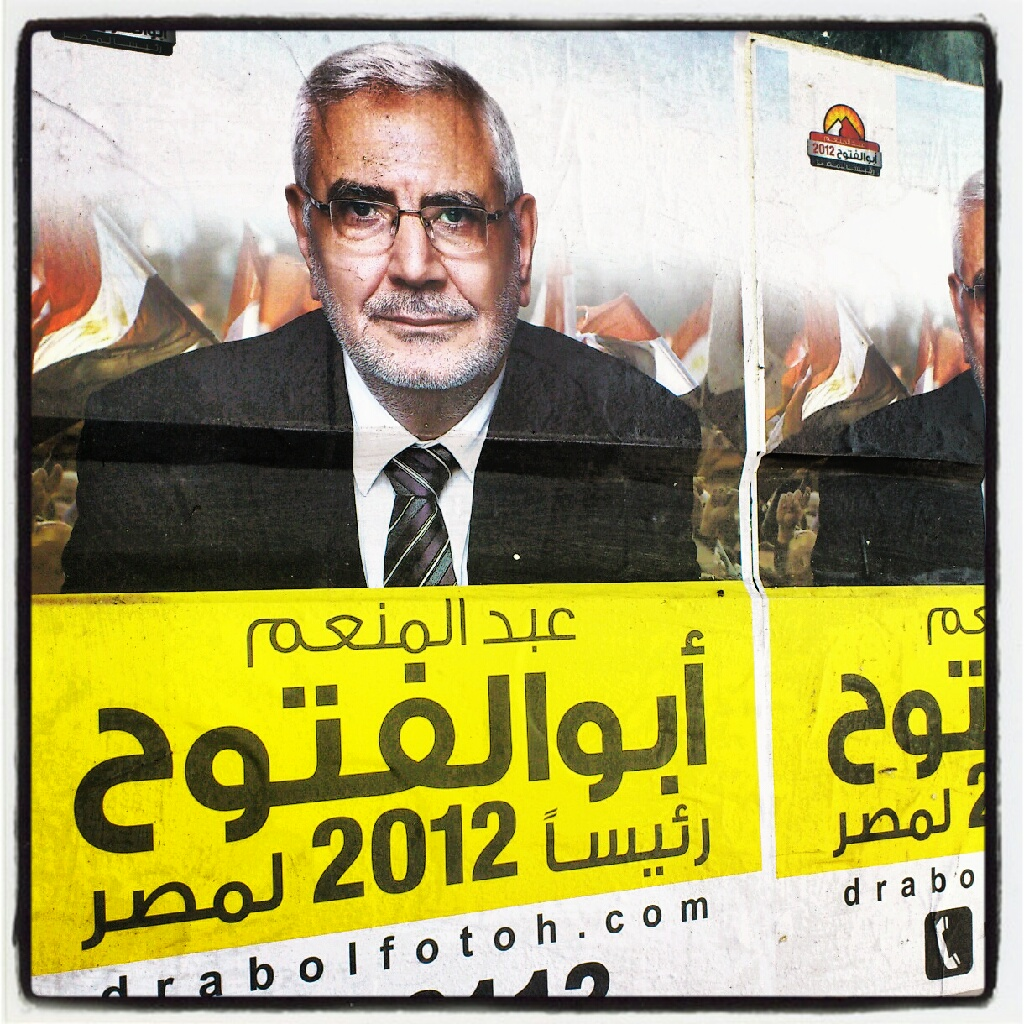
ملصقات الدعاية لعبد المنعم أبو الفتوح في انتخابات الرئاسة 2012

أعلن أبو الفتوح عقب ثورة يناير ترشحه لانتخابات الرئاسة المصرية 2012 وذلك في يوم 10 مايو 2011. وقوبل القرار بالترحيب من بعض القوى السياسية إلا أنه لاقى اعتراضا من قبل مكتب الإرشاد بجماعة الإخوان المسلمين لإعلانهم مسبقا عدم تقديم أي مرشح لانتخابات الرئاسة القادمة. وفي يوم 29 مارس 2012. قدّم عبد المنعم أبو الفتوح أوراق ترشّحه رسميا إلى اللجنة العليا للانتخابات الرئاسية. وأعلن المستشار حاتم بجاتو، الأمين العام للجنة أن أبو الفتوح تخطّى عدد التوكيلات المستوفاة للشروط وهي 30 ألف توكيل.
نجح أبو الفتوح في تشكيل ائتلاف متنوع التوجهات لدعمه. فدعمه مجموعة من الشخصيات الشبابية الثورية مثل وائل غنيم وبلال فضل.
كما حاز أيضا على تأييد العناصر الأكثر محافظة مثل حزب النور والدعوة السلفية. وانضم كذلك حزب الوسط وحزب البناء والتنمية الذراع السياسي لجماعة الإسلامية لمجموعة مؤيديه. وأيّده كذلك عدد من الفنانين مثل آثار الحكيم وحمزة نمرة وحنان ترك ومحمد صبحي.
لم يتمكن أبو الفتوح من المرور للجولة الثانية من الإنتخابات الرئاسية حيث حصل في الجولة الأولى على المركز الرابع بـ«4 ملايين و 65 ألفًا و 239 صوتًا» أي (%17,1) ودعا أبو الفتوح، في تصريحات صحفية قبيل إجراء الجولة الثانية من الإنتخابات، إلى «عدم انتخاب أحد من الفلول (مسؤولي نظام مبارك). وبعد ذلك فإنكم (الناخبون) أحرار في من تختارون».

### إصابته في هجوم مسلح
أُصيب عبد المنعم أبو الفتوح في هجوم من قبل ثلاثة من المسلحين يوم الخميس 23 فبراير 2012، من قبل مجهولين أثناء عودته من مؤتمر جماهيري عقده في محافظة المنوفية. حدث له ارتجاج في المخ ولكنه تعافى منها سريعا.
ويذكر في حيثيات الحادث أنه تعرض لهجوم مسلح من قبل ثلاثة مسلحين وقالت المصادر الطبية أنه حدث له ارتجاج في المخ ولكنه تعافى منها سريعا. وتم إلقاء القبض على بعض المتورطين وادّعوا أنهم لم يعلموا أنه عبد المنعم أبو الفتوح وأن كل الذي كانوا يقصدوه هو سرقة السيارة ولا تزال القضية مستمرة.

### تأسيس حزب مصر القوية
وافقت شؤون الأحزاب يوم 12 نوفمبر 2012 على طلب أبو الفتوح بتأسيس حزب مصر القوية وهو حزب من أحزاب يسار الوسط

## اعتقاله ومحاكمته
في 12 فبراير 2018، قام المرشح الرئاسي السابق عبد المنعم أبو الفتوح بمقابلة مع قناة الجزيرة مباشر انتقد فيها حكم الرئيس عبد الفتاح السيسي وسياساته. وفور عودته إلى مصر في 14 فبراير، داهمت قوة أمنية منزله بالتجمع الخامس وألقت عليه القبض بتهمة الاتصال بجماعة الإخوان المسلمين المصنفة «إرهابية».
- في 10 يونيو 2018، جددت نيابة أمن الدولة بمصر حبس رئيس حزب مصر القوية عبد المنعم أبو الفتوح لمدة 15 يوما، على أن يمثل أمامها مجددا في 25 يونيو. وقال المحامي أحمد أبو العلا ماضي «إن رئيس حزب مصر القوية بدا ضعيفا جسديا للغاية، حد عدم استطاعته المشي أو الوقوف على قدميه إلا بصعوبة شديدة مستندا على من حوله نظرا لإصابته بانزلاق غضروفي».[20]

- في مايو 2019، جددت محكمة جنايات القاهرة حبس أبو الفتوح 45 يوماً على ذمة التحقيقات التي تجرى معه بدعوى اتهامه بـ«نشر وإذاعة أخبار كاذبة من شأنها الإضرار بالمصالح القومية للبلاد» لكن محاميه والحقوقي خالد علي أكد تدهور حالته الصحية قائلا: «كل جلسة الحالة الصحية لأبو الفتوح تزداد سوءاً... وفقد جزءاً كبيراً من وزنه، وطلب أكثر من مرة تحويله إلى المستشفى دون أي استجابة».[21][22]
- في سبتمبر 2020، تقدم عبد المنعم أبو الفتوح بدعوى قضائية ضد كل من الرئيس عبد الفتاح السيسي والنائب العام ووزير الداخلية ومساعد وزير الداخلية لقطاع مصلحة السجون، فضلا عن مأمور السجن المحبوس فيه أبو الفتوح، بسبب تواصل الانتهاكات التي يتعرض لها داخل السجن مثل الحبس الانفرادي دون مبرر قانوني، ومنعه من دخول مكتبة السجن، والاشتراك في الصحف، وإدخال كتب، والتريض في الشمس، وكذلك منعه من صلاة الجمعة بمسجد السجن.[23]
- قررت النيابة العامة إخلاء سبيل عبد المنعم أبو الفتوح، الثلاثاء 15 يونيو 2021 في القضية التي تحمل الرقم 440 لسنة 2018 حصر أمن دولة عليا، التي ظل محبوسا على ذمتها نحو 3 سنوات و 4 أشهر. لكن النيابة قررت حبسه في قضية أخرى وعدم إخلاء سبيله.[24][25]
- أصدرت «نيابة أمن الدولة» في مصر الاثنين 6 سبتمبر 2021، أمر إحالة المرشح الرئاسي السابق أبو الفتوح، و 24 آخرين بينهم نجله وقيادات بجماعة الإخوان المسلمين مثل القائم بأعمال مرشد الجماعة إبراهيم منير، إلى محكمة جنايات أمن الدولة لإتهامهم بإرتكاب جرائم تمويل وجمع الأموال، والترويج لاستخدام العنف، وحمل السلاح، وإعداد مقرات للتدريب عليه، في وقائع منذ 26 عاما تبدأ عام 1992 وحتى أغسطس 2018.[26]
- قضت محكمة النقض المصرية، السبت 27 نوفمبر 2021، برفض الطعن المقدم من عبد المنعم أبو الفتوح وتأييد إدراجه على قوائم «الإرهاب» لمدة 5 سنوات.[27]
- أصدرت محكمة جنايات أمن الدولة العليا طوارئ، الأحد، 29 مايو 2022، حكما يقضي بحبس المرشح الرئاسي السابق عبد المنعم أبو الفتوح 15 عاما بتهم تتعلق بـ«تولي قيادة جماعة إرهابية، الغرض منها الإضرار بمصالح البلاد القومية ونشر أخبار كاذبة والتحريض ضد مؤسسات الدولة».[28][29]

## العمل الإنساني
عقب تخرّجه شغل العديد من المناصب السياسية والنقابية مثل منصبه السابق كأمين عام نقابة أطباء مصر ومنصبه الحالي كأمين عام اتحاد الأطباء العرب، كما امتد عمله العام للعمل الإغاثي والإنساني من خلال رئاسته للجنة الإغاثة والطوارئ باتحاد الأطباء العرب، التي أرسلت مساعدات طبية وإنسانية إلى ضحايا حادثة سيول أسوان وسيناء و كارثة الدويقة، كما قامت بتجهيز المستشفيات الميدانية بميدان التحرير خلال الثورة المصرية، وتقديم المعونات لضحايا الثورة الليبية ومجاعات الصومال، وتوفير المساعدات للبنان وقطاع غزة.

## الحياة الأسرية
يعيش حاليا في القاهرة مع زوجته التي تعمل كطبيبة نساء وتوليد.

## الفكر
يرفض أبو الفتوح أن يحسب ضمن تيار «الإسلام السياسي»؛ حيث أنه يدعو إلى فصل العمل الدعوي عن العمل الحزبي والمنافسة على السلطة.

## مقالات وكتب
للدكتور عبد المنعم أبو الفتوح كتابات عدة في الشئون الدعوية، وسياسية، وتربوية وفكرية.
كذلك للدكتور عبد المنعم أبو الفتوح كتابين.
- كتاب (مجددون لا مبددون)[35] وقد نشر الكتاب عام 2009 وجاء هذا الكتاب نتيجة للصدام الفكري بين القطبيين وأبو الفتوح، وقد تصاعد الخلاف فيما بينهم بعد مطالبة أبو الفتوح الإخوان بمراجعة أفكار سيد قطب نفسها ونتج عن ذلك إقصائه من الجماعة ذاتها.

أرسل أبو الفتوح خلال هذا الكتاب أكثر من رسالة للعالم الإسلامي، والكتاب يحمل في طياته العديد من المعاني السامية التي جاءت تحملها الشريعة الإسلامية؛ مؤصلاً بذلك لمعاني الربانية والحرية، محاولاً أن يخلص تلك المعاني من المزايدات والانتقاصات، وفي ذات الوقت محاربًا للسلبية والتخاذل ومحاولة التملّص من الأخطاء وإسقاطها على الغير، فاتحًا صفحة جديدة في الحوار مع الآخر مهما كان هذا الآخر، يعتمد في ذلك على الانفتاح والتعقل والبصيرة. ولأهمية ما يحويه هذا الكتاب لم يجد أبو الفتوح بُدّاً من أن يعيد توزيع كتابه مرة أخرى على نفقته الخاصة.
- كتاب (عبد المنعم أبو الفتوح: شاهد على تاريخ الحركة الإسلامية في مصر 1970-1984)، وعن الكتاب يقول دكتور عبد المنعم أبو الفتوح «تم نشر شهادتي عن تاريخ الحركة الإسلامية المصرية خلال حقبة السبعينيات، والتي شهدت تأسيس الجماعات الإسلامية في الجامعات، وكانت بمثابة التأسيس الثاني للحركة الإسلامية في مصر، وهى الشهادة التي قدّم لها المستشار طارق البشري المؤرخ والمفكر الإسلامي، وحررها حسام تمام الباحث في شئون الحركات الإسلامية، تتناول حياة أبو الفتوح ونشأته الدينية والفكرية والسياسية، بدءا من ارتباطه بثورة يوليو 1952 وقائدها جمال عبد الناصر مروراً بمشاركته في مظاهرات خطاب التحني الشهير عقب نكسة 1967 حيث طالبت المتظاهرين ببقاء ناصر، وصولاً إلى حالة الانكسار التي أُصيب بها معظم شباب جيله بعد النكسة. وحملت المذكرات عنوان عبد المنعم أبو الفتوح شاهد على تاريخ الحركة الإسلامية في مصر : من الجماعة الإسلامية إلى الإخوان المسلمين».

ويصف المستشار البشري المذكرات التي حررها الباحث حسام تمام، بأنها مزج بين أحداث التاريخ الموضوعية وبين السيرة الذاتية للشاهد، مؤكداًً أن صاحبها على قدر كبير من إنكار الذات، وقال يضع نفسه ونشاطه وأحزانه الذاتية في سياق حركة التاريخ العام ويضع نفسه جزء منها وعنصراً فيها.
وترجع أهمية هذه الشهادة، والحديث ما زال للبشري، في أنها تضع أيدينا على الحركة الإسلامية الحالية ورافدها الفكرية والعناصر الحركية التي شكلتها. وقال في مقدمته أيضاً: إن الشهادة كشفت عن نماذج اللقاء التاريخي، بين حركة شباب إسلامي تلقائية وبين كوادر تنظيم قديم مخضرم، بين جيل ثابت لا يزال يتفتح وجيل أدرك عهدين وخاض تجربتين.

## مناصب
| - رئيس اتحاد كلية طب قصر العيني سنة 1973. - رئيس اتحاد طلاب جامعة القاهرة سنة 1975. - الأمين العام المساعد لنقابة أطباء مصر سنة 1984. - أمين عام لجنة الإغاثة الإنسانية – نقابة أطباء مصر من عام 1986 وحتى عام 1989. - أمين عام نقابة أطباء مصر من عام 1988 إلى عام 1992. - أمين عام اتحاد المنظمات الطبية الإسلامية منذ تأسيسه حتى الآن. - الأمين العام المساعد وأمين صندوق اتحاد الأطباء منذ عام 1992 حتى عام 2004. - رئيس لجنة الإغاثة الطوارئ منذ إنشائها حتى الآن. | - مدير عام مستشفيات الجمعية الطبية الإسلامية حتى عام 2004. - أمين عام اتحاد الأطباء العرب من مارس 2004 حتى الآن. - عضو بمكتب الإرشاد بجماعة الإخوان المسلمين منذ عام 1987 - 21 ديسمبر 2009 - عضو بالهيئة العليا للمجلس العربي للاختصاصات الطبية. - عضو مراقب بمجلس وزراء الصحة العرب. - عضو المؤتمر القومي العربي. - عضو المؤتمر القومي الإسلامي. - عضو مجلس الأمناء بمؤسسة القدس الدولية |

## وصلات خارجية
- موقع عبد المنعم أبو الفتوح

### حلقات مصورة
| - آراء د. أبو الفتوح حول تطبيق الشريعة الإسلامية على يوتيوب - تشبث عبد المنعم برأيه في الحوار على يوتيوب - أبوالفتوح والرقابة على الابداع على يوتيوب - موقف د. عبد المنعم أبو الفتوح من السلفيين على يوتيوب - ترشيح المرأة والقبطي للرئاسة د. عبد المنعم أبو الفتوح على يوتيوب - الجيش مؤسسة من مؤسسات الدولة وبالتالى يخضع الجيش للقيادة السياسية للدولة على يوتيوب - عن الدولة المدنية والإسلامية.. د. عبد المنعم أبو الفتوح على يوتيوب | - الدين أم الوطن.. د. عبد المنعم أبو الفتوح على يوتيوب - موقف د. عبد المنعم أبو الفتوح من اتفاقية كامب ديفيد على يوتيوب - لا يعني احترامي لرأي الأغلبية إهدار رأي الأقلية على يوتيوب - أساس اختيار المناصب الكفاءة.. د. عبد المنعم أبو الفتوح على يوتيوب - أعتز لانتمائي للفكرة الإسلامية الوسطية.. د. أبو الفتوح على يوتيوب - رأي د. عبد المنعم أبو الفتوح في نظام الدولة الأصلح لمصر على يوتيوب - د أبو الفتوح.. الحضارة الإسلامية بناها المسلم والمسيحي على يوتيوب |